# Rezidence Triplex Karlovy Vary
Rezidence Triplex Karlovy Vary je komplex tří budov s 59 bytovými jednotkami. Nachází se u Pražské silnice v Karlových Varech.

## Historie
Původně měla rezidence sloužit jako parkoviště pro 800 aut, ale po změně územního plánu byl komplex vystavěn jako bytový dům. V průběhu projektování komplexu se několikrát změnil majitel. Kolaudace komplexu proběhla v roce 2011. V roce 2011 byl komplex oceněn cenou Grand Prix architektů v kategorii Novostavba. Kromě toho byl komplex nominován bulharským komisařem Georgi Stanishevem na evropskou cenu za architekturu Mies van der Rohe Award 2011.

## Kontroverze
Budova mezi veřejností vyvolala smíšené názory a spoustu emocí. Jedni vidí přínos pro lázeňské město, pro mnohé další jde o další brak, podobný Thermalu či Vřídlu, který lázeňské město hyzdí.